# Gussago
Gussago är en ort och kommun i provinsen Brescia i regionen Lombardiet i Italien. Kommunen hade 16 739 invånare (2018).